# اولریش بورووکا
اولریش بورووکا (به آلمانی: Ulrich Borowka) بازیکن فوتبال و مدافع اهل آلمان است که از سال ۱۹۸۸ میلادی عضو تیم ملی فوتبال آلمان بوده‌است. وی در ۶ بازی ملی حضور داشته است و آخرین بازی ملی خود را در سال ۱۹۸۸ میلادی انجام داد. اولریش بورووکا در بازی‌های ملی‌اش گلی به ثمر نرساند.